# Ratusza Kamieniec Podolski
Ratusza Kamieniec Podolski (ukr. Футбольний клуб «Ратуша» Кам'янець-Подільський, Futbolnyj Kłub „Ratusza” Kamjaneć Podilśkyj) – ukraiński klub piłkarski z siedzibą w Kamieńcu Podolskim, w obwodzie chmielnickim.

## Historia
Chronologia nazw:
- 1996: Ratusza Kamieniec Podolski (ukr. «Ратуша» Кам'янець-Подільський)
- lato 1996: klub rozwiązano

W listopadzie 1995 roku z rozgrywek wycofała się drużyna Temp-Adwis Chmielnicki, która reprezentowała obwód chmielnicki w Pierwszej lidze. W jego miejsce powstał klub Ratusza Kamieniec Podolski, który występował zamiast Temp-Adwisa do zakończenia sezonu 1995/96.
Ratusza nie miała nic wspólnego z Temp-Adwisem, poza tym, że odziedziczył jego wyniki w rundzie jesiennej. Zarówno zawodnicy, jak i trener Ratuszy nie prezentowali klub Temp-Adwis. Zamiast tego faktycznie zaangażowani byli półprofesjonalni piłkarze, a do kierowania zespołem został zaproszony trener miejscowej DJuSSz nr 2 Ołeksandr Petrow.
Nowa drużyna zadebiutowała 31 marca 1996 roku w meczu z liderem mistrzostw - Worskłą z Połtawy. Nazwa drużyny została ustalona dopiero w przeddzień meczu: w programie przed meczem w Połtawie błędnie nazwano gości drużyną Impuls Kamieniec Podolski.
W drugiej rundzie sezonu 1995/96 zespół przegrał wszystkie mecze, w których brał udział. Drużyna odniosła jedyne zwycięstwo w ostatniej, 42. kolejce, z powodu nie pojawienia się na meczu rywala - Naftochimika z Krzemieńczuka. W dwóch kolejnych meczach - z Szachtarem z Makiejewki i Stalą z Alczewska - zespół poniósł techniczną porażkę za niestawienie się. W pozostałych 18 rozegranych meczach zespół doznał 18 porażek z łącznym wynikiem 3-71. Mimo tego wyniku udało im się nawet finiszować nie na ostatniej pozycji (21 miejsce) dzięki wynikom Temp-Adwis, wyprzedzając stryjską Skałę.
Po sezonie 1995/96 Ratusz spadł do drugiej ligi, ale klub wycofał się z rozgrywek przed rozpoczęciem nowego sezonu z powodu braku funduszy i został rozwiązany.

## Sukcesy

### Ukraina
- Persza liha:

21 miejsce: 1995/96

## Inne
- Podilla Kamieniec Podolski
- Impuls Kamieniec Podolski
- Burewisnyk Kamieniec Podolski
- Cementnyk Kamieniec Podolski
- Dynamo Kamieniec Podolski
- Adwis Chmielnicki
- Podilla Chmielnicki
- Temp Szepietówka